# Daniel Ewing
Pour les articles homonymes, voir Ewing.
Daniel Ewing, né le 26 mars 1983 à Milton aux États-Unis, est un joueur américain de basket-ball. Il joue au poste d'arrière.

## Biographie
Il a été sélectionné lors de la Draft 2005 de la NBA par les Los Angeles Clippers, étant auparavant sous les ordres de Mike Krzyzewski au Duke Blue Devils de 2001 à 2005.
En 2007, il rejoint l'équipe russe du BC Khimki Moscou, puis en 2008 le Prokom Trefl Sopot (Pologne).